# Казекола (Перуђа)
Казекола је насеље у Италији у округу Перуђа, региону Умбрија.
Према процени из 2011. у насељу је живело 80 становника. Насеље се налази на надморској висини од 385 м.